# Centrolophidae

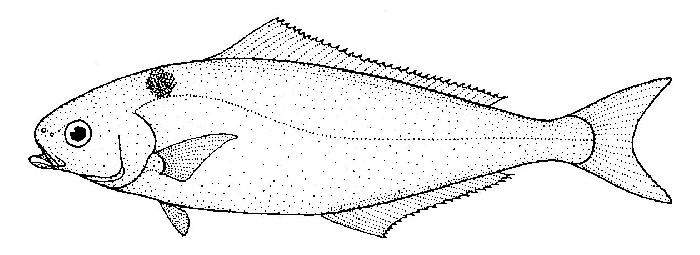
Romerillo (Centrolophus niger).

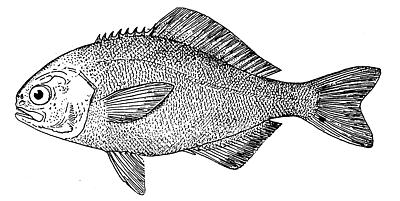
Rufo derivante (Hyperoglyphe perciformis).

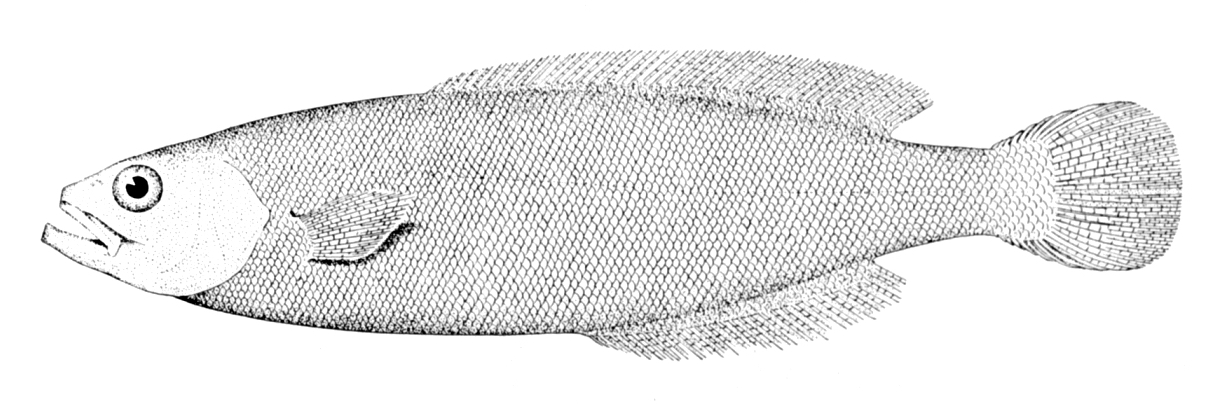
Cojinoba medusa (Icichthys lockingtoni).

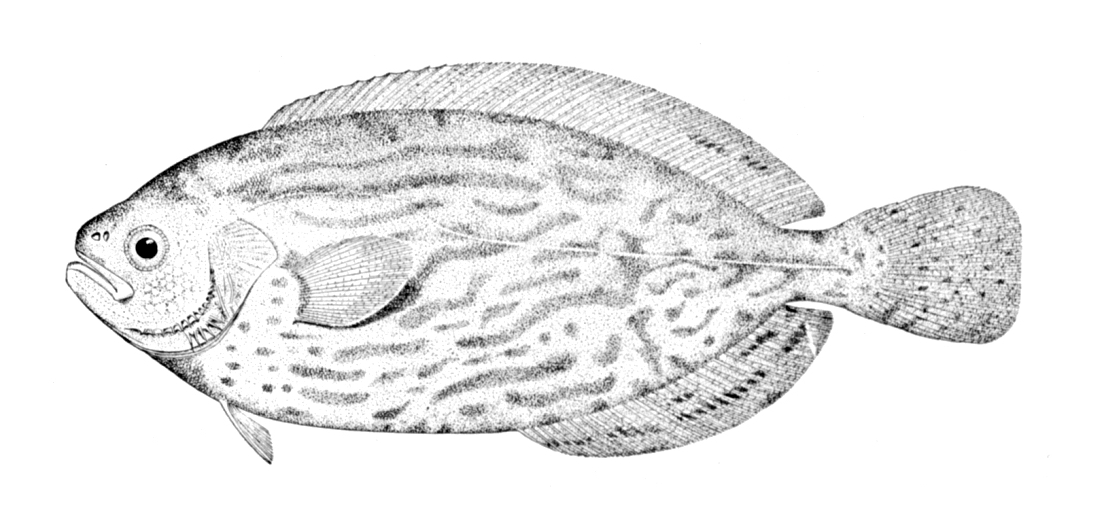
Rufo de aguas malas (Schedophilus medusophagus).

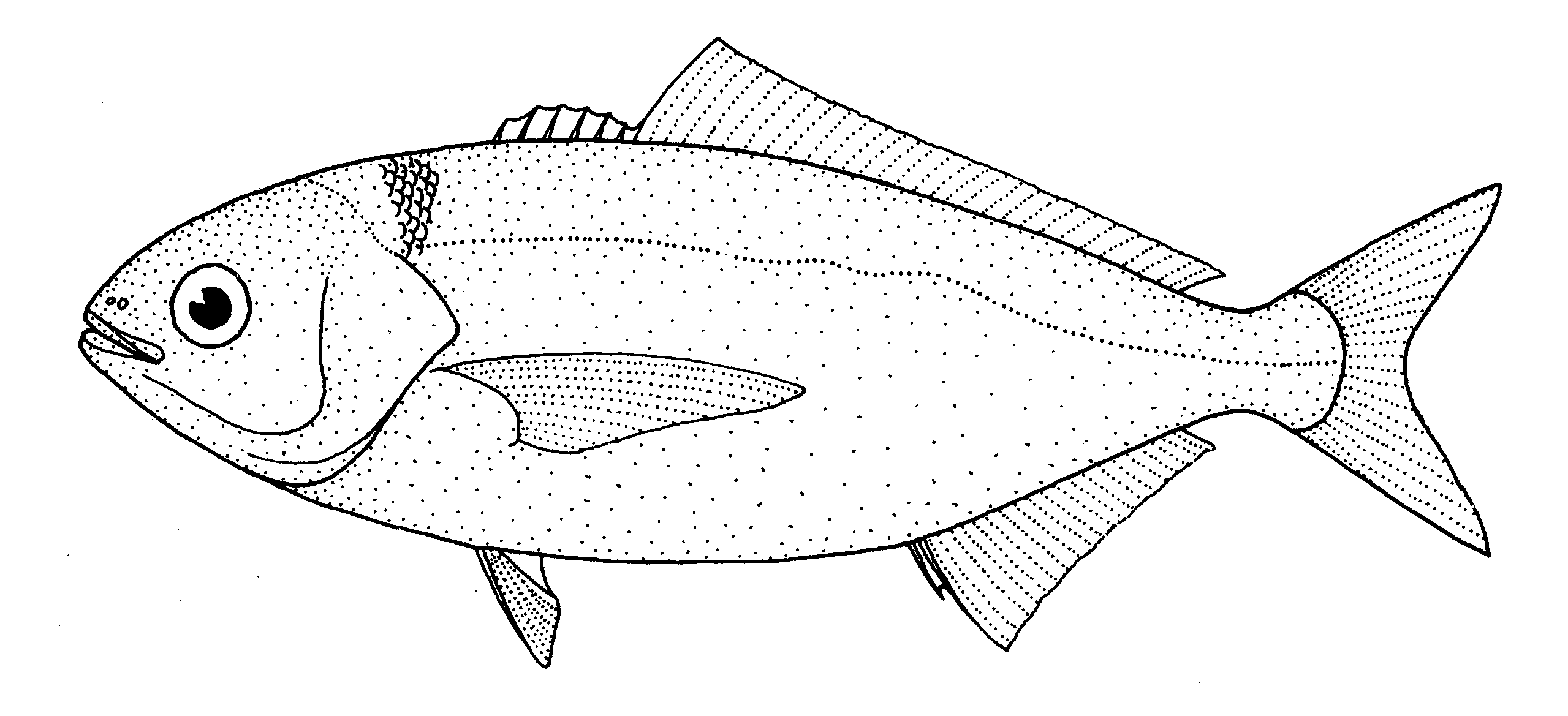
Cojinova austral (Seriolella caerulea).

Las cochinovas o rufus (familia Centrolophidae) son una familia de peces marinos incluida en el orden Perciformes, distribuidos por todos los mares tropicales y de aguas templadas excepto en el centro del Índico y en el centro del Pacífico. Su nombre procede del griego: kentron (punto fuerte) + lophos (cresta).
Tienen una aleta dorsal continua, ya sea con 0 a 5 espinas débiles que graudalmente van cambiando a radios blandos, o 5 a 9 espinas recias y muy cortas que no cambian gradualmente a radios blandos; la aleta anal tiene 15 a 41 radios, normalmente tres de los cuales son espinas.

## Géneros y especies
Existen 31 especies agrupadas en 7 géneros:
- Género Centrolophus Lacepède, 1802:
  - Centrolophus niger (Gmelin, 1789) - Romerillo.

- Género Hyperoglyphe Günther, 1859:
  - Hyperoglyphe antarctica (Carmichael, 1819) - Rufo antártico.
  - Hyperoglyphe bythites (Ginsburg, 1954)
  - Hyperoglyphe japonica (Döderlein, 1884)
  - Hyperoglyphe macrophthalma (Miranda-Ribeiro, 1915)
  - Hyperoglyphe perciformis (Mitchill, 1818) - Rufo derivante.
  - Hyperoglyphe pringlei (Smith, 1949)

- Género Icichthys Jordan y Gilbert, 1880:
  - Icichthys australis Haedrich, 1966
  - Icichthys lockingtoni Jordan y Gilbert, 1880 - Cojinoba medusa.

- Género Psenopsis Gill, 1862:
  - Psenopsis anomala (Temminck y Schlegel, 1844) - Pámpano del Pacífico.
  - Psenopsis cyanea (Alcock, 1890) - Cojinoba del océano Índico.
  - Psenopsis humerosa Munro, 1958
  - Psenopsis intermedia Piotrovsky, 1987
  - Psenopsis obscura Haedrich, 1967
  - Psenopsis shojimai Ochiai y Mori, 1965

- Género Schedophilus Cocco, 1839:
  - Schedophilus griseolineatus (Norman, 1937) - Cojinoba de líneas grises.
  - Schedophilus haedrichi Chirichigno F., 1973 - Cojinoba del norte, Mocosa, Ojo de uva o Róbalo.
  - Schedophilus huttoni (Waite, 1910) - Cojinoba traposa o Rufino pelado.
  - Schedophilus maculatus Günther, 1860
  - Schedophilus medusophagus (Cocco, 1839) - Rufo de aguas malas.
  - Schedophilus ovalis (Cuvier, 1833) - Rufo imperial.
  - Schedophilus pemarco (Poll, 1959) - Rufo pemarco.
  - Schedophilus velaini (Sauvage, 1879) - Rufo africano.

- Género Seriolella Guichenot, 1848:
  - Seriolella brama (Günther]], 1860)
  - Seriolella caerulea Guichenot, 1848 - Cojinoba del sur (en Chile), Cojinova austral (en España), Pampanito (en Argentina) o Savorín (en Uruguay).
  - Seriolella porosa Richardson, 1845 - Cojinoba Savorín o Hachito.
  - Seriolella punctata (Forster, 1801) - Cojinoba moteada.
  - Seriolella tinro Gavrilov, 1973 - Cojinoba palmera o Piña lisa.
  - Seriolella violacea Guichenot, 1848

- Género Tubbia Whitley, 1943:
  - Tubbia stewarti Last, Daley y Duhamel, 2013
  - Tubbia tasmanica Whitley, 1943